# Сломувко (Великопольське воєводство)
Сломувко (пол. Słomówko) — село в Польщі, у гміні Вжесня Вжесінського повіту Великопольського воєводства.
У 1975-1998 роках село належало до Познанського воєводства.